# John Ortiz
Pour les articles homonymes, voir Ortiz.
John Ortiz est un acteur américain, né le 23 mai 1968 à Brooklyn, New York.
Il a connu la notoriété en jouant dans la série de films Fast and Furious.

## Biographie
John Ortiz est né le 23 mai 1968 à Brooklyn, New York. Il est d'origine portoricaine.

### Vie privée
Il est marié à Jennifer Ortiz. Ils ont un fils, Clemente Ortiz.

## Filmographie

### Cinéma
- 1993 : L'Impasse (Carlito's Way) de Brian De Palma : Guajiro, le cousin de Carlito Brigante
- 1993 : Italian Movie de Roberto Monticello : Cesar
- 1995 : Lotto Land de John Rubino : Coco
- 1996 : La Rançon (Ransom) de Ron Howard : Roberto
- 1996 : Sergent Bilko de Jonathan Lynn : Luis Clemente
- 1998 : Amistad de Steven Spielberg : Montes
- 1998 : Side Streets (en) de  Tony Gerber (en) et Tom Borders : Ramon Yanes
- 1999 : Les Adversaires (Play It to the Bone) de Ron Shelton : Le propriétaire du club de gym
- 1999 : À contre-courant (The Last Marshal) de Mike Kirton : Enrico
- 2000 : Les Opportunistes (The Opportunists) de Myles Connell : Ismail Espinoza
- 2000 : Avant la nuit (Before Night Falls) de Julian Schnabel : Juann Abreu
- 2001 : Taxis pour cible (3 A.M.) de Lee Davis : Hector
- 2002 : Narc de Joe Carnahan : Octavio Ruiz
- 2006 : Miami Vice : Deux flics à Miami de Michael Mann : Jose Yero
- 2006 : Dance with Me (Take the Lead) de Liz Friedlander : Mr Temple
- 2006 : El Cantante de Luis Ichaso : Willie Colon
- 2006 : The Deep and Dreamless Sleep de Matthew Harrison : Mervin
- 2007 : American Gangster de Ridley Scott : Javier J. Raviera
- 2007 : Aliens vs. Predator : Requiem de Greg et Colin Strause : Shérif Eddie Morales
- 2008 : Le Prix de la loyauté (Pride and Glory) de Gavin O'Connor : Sandy
- 2009 : Fast and Furious 4 de Justin Lin : Ramon Campos / Arthuro Braga
- 2009 : Public Enemies de Michael Mann : Phil D'Andrea
- 2010 : Rendez-vous l'été prochain (Jack Goes Boating) de Philip Seymour Hoffman : Clyde
- 2012 : Happiness Therapy (Silver Linings Playbook) de David O. Russell : Ronnie
- 2013 : Fast and Furious 6 de Justin Lin : Arthuro Braga
- 2014 : Cesar Chavez : An American Hero de Diego Luna : Eli Ordonez
- 2014 : Quand vient la nuit (The Drop) de Michaël R. Roskam : le détective Torres
- 2015 : Hacker (Blackhat) de Michael Mann : Henry Pollack
- 2016 : Steve Jobs de Danny Boyle : Joel Pforzheimer
- 2016 : The Finest Hours de Craig Gillespie : Wallace Quirey
- 2016 : A Woman, A Part d'Elisabeth Subrin : Isaac
- 2017 : Mes vies de chien (A Dog's Purpose) de Lasse Hallström : Carlos
- 2017 : Kong : Skull Island de Jordan Vogt-Roberts : Victor Nieves
- 2017 : Braquage à l'ancienne (Going in Style) de Zach Braff : Jesus
- 2018 : The Cloverfield Paradox de Julius Onah : Monk Acosta
- 2018 : Peppermint de Pierre Morel : Moises
- 2018 : Nolstalgia de Mark Pellington : Daniel Kalman
- 2018 : Replicas de Jeffrey Nachmanoff : Jones
- 2018 : Bumblebee de Travis Knight : Dr Powell
- 2019 : Ad Astra de James Gray : le général Rivas
- 2020 : Horse Girl de Jeff Baena : Ron
- 2022 : The In Between d'Arie Posin : Mel
- 2022 : The Fallout de Megan Park : Carlos Cavell
- 2023 : American Fiction de Cord Jefferson : Arthur
- 2025 : Nobody 2 de Timo Tjahjanto : Wyatt Martin

### Télévision

#### Séries télévisées
- 1992 / 2008 : New York, police judiciaire (Law and Order) : Roberto Martinez / Victor Vargas
- 1995 : New York Undercover : Pago
- 1996 : Lush Life : Nelson "Margarita" Marquez
- 1997 : Les Anges du bonheur (Touched by an Angel) : Nicky Pacheco
- 1997 : Promised Land : Nicky Pacheco
- 2001 - 2002 : The Job : Ruben Somarriba
- 2003 : FBI : Opérations secrètes (The Handler) : Un agent de la DEA
- 2004 : New York, unité spéciale (Law and Order : Special Victims Unit) : Officier Zermeño
- 2004 - 2005 : Clubhouse : Carols Tavares
- 2007 : Les Experts : Miami (CSI : Miami) : Gabriel Soto
- 2009 : Médium : Agent Daniel Muñoz
- 2011 - 2012 : Luck : Turo Escalante
- 2014 : Rake : Ben Leon
- 2015 - 2016 : Togetherness : David
- 2017 : The Guest Book : Paul
- 2019 : The Handmaid's Tale : La Servante écarlate (The Handmaid's Tale) : Jim Thorne
- 2020 : Messiah : Felix Iguero
- 2020 : Little America : Le coach
- 2022 : Better Things : Un ranger
- 2022 : Promised Land : Joel Sandoval
- 2024 : The Madness, série télévisée de Stephen Belber : Franco Quiñones

#### Téléfilms
- 1996 : Riot d'Alex Munoz : Ciaco (segment Caught in the Fever)
- 2009 : Anatomy of Hope de J.J. Abrams : Tom Hernandez

## Voix françaises
| - Philippe Bozo, dans : - Narc - Miami Vice : Deux flics à Miami - Fast and Furious 4 - Fast and Furious 6 - Jérôme Rebbot dans : - The Job (série télévisée) - American Gangster - Public Enemies - Stefan Godin dans : - Quand vient la nuit - Peppermint - The Madness (mini-série) - Loïc Houdré dans : - Rake (série télévisée) - Hacker - The Cloverfield Paradox - Guillaume Lebon dans : - Messiah (série télévisée) - Fiction à l'américaine - Bad Monkey (série télévisée) - Emmanuel Curtil dans : - L'Impasse - La Rançon - Julien Sibre dans : - Happiness Therapy - Kong: Skull Island | - Enrique Carballido dans : - The Finest Hours - Nobody 2 Et aussi - Pierre Dourlens dans Dance with Me - Joël Zaffarano dans Aliens vs. Predator: Requiem - Emmanuel Garijo dans Le Prix de la loyauté - Emiliano Suarez dans Luck (série télévisée) - Bernard Gabay dans Togetherness (série télévisée) - Bernard Bollet dans Steve Jobs - Jacques Bouanich dans Mes vies de chien - Mathieu Lagarrigue dans Braquage à l'ancienne - Jérôme Wiggins dans Bumblebee - Jean-Philippe Puymartin dans Médium (série télévisée) - Arnaud Bedouët dans Ad Astra - Jean-Alain Velardo dans The In Between - Pierre-François Pistorio dans Promised Land (en) (série télévisée) |